# هيرفوي فيجيتش
هيرفوي فيجيتش، من مواليد 8 يونيو 1977 في ميتكوفيتش في كرواتيا، لاعب كرة قدم كرواتي.
بدأ مسيرته الكروية مع نادي زغرب في عام 1998، ولعب معهم حتى عام 2001، وشارك معهم في 69 مباراة وسجل 6 هدف، وفي عام 2001 انتقل إلى نادي هايدوك سبيليت، ولعب معهم حتى عام 2005، وشارك معهم في 103 مباريات وسجل 11 هدف، ومنذ عام 2005 وهو يلعب مع نادي توم تومسك الروسي.
بدأ مسيرته مع منتخب كرواتيا لكرة القدم في عام 2007.

## وصلات خارجية
- هيرفوي فيجيتش على موقع الاتحاد الدولي (مؤرشف)  (الإنجليزية)
- هيرفوي فيجيتش على موقع اتحاد كرواتيا (الكرواتية)
- هيرفوي فيجيتش على موقع قاعدة بيانات كرة القدم.إي يو (الإنجليزية)
- هيرفوي فيجيتش على موقع ناشيونال فوتبول تيمز (الإنجليزية)
- هيرفوي فيجيتش على موقع Soccerway.com (الإنجليزية)
- هيرفوي فيجيتش على موقع عالم كرة القدم.نت (الإنجليزية)